# John Ashcroft
John David Ashcroft (Chicago, Illinois, 9. svibnja 1942.) je američki republikanski političar, poznat kao bivši guverner države Missouri, bivši senator te ministar pravosuđa u administraciji predsjednika Georgea W. Busha. 

## Životopis
Ashcroft je rođen u Chicagu, a školovao se na Yaleu te sveučilištu u Chicagu, gdje je dobio diplomu prava 1967. godine.
Godine 1973. ga je tadašnji guverner države Missouri imenovao za glavnog državnog revizora, a 1976. i 1980. je biran za ministra pravosuđa u Missouriju. Godine 1984. je izabran za guvernera Missourija, a tu će funkciju zadržati i nakon izbora 1988. godine.
Godine 1994. Ashcroft je izabran u američki Senat. Tamo se istakao kao žestoki kritičar Billa Clintona, ali i razvio reputaciju jednog od najgorljivijih konzervativaca u Republikanskoj stranci. Ashcroft, koji pripada pentekostalnoj Crkvi Skupštine Božje, je postao česta meta kritičara, koji drže da je Republikanska stranka postala taocem vjerskog fundamentalizma, čiji je upravo Ashcroft najpoznatiji predstavnik.
Na senatskim izborima 2000. godine Ashcroftu se, kao demokratski kandidat suprotstavio guverner Mel Carnahan. Dva tjedna prije izbora, Carnahan je poginuo u zrakoplovnoj nesreći, ali je, zbog izbornog zakona, njegovo ime ostalo na listiću. Carnahanov zamjenik Roger Wilson je odlučio da će, u slučaju da Carnahan bude izabran, na ispražnjeno senatsko mjesto imenovati njegovu udovicu Jean Carnahan. Ashcroft, koji je nakon smrti protukandidata prekinuo kampanju, je tijesno pobijeđen, ali nije osporio izbor Jean Carnahan za američki Senat.
Zbog činjenice da je poražen od mrtvog čovjeka, kao i rezultata predsjedničkih izbora koji su pokazali duboku podijeljenost američkog biračkog tijela, Ashcroft se, kao predstavnik američke krajnje desnice, nije smatrao ozbiljnim kandidatom za mjesto u Bushovoj administraciji. Kada ga je Bush ipak imenovao za ministra pravosuđa, demokrati su u Senatu pokušali spriječiti njegovu potvrdu. 
Ashcroft je u Bushovoj administraciji ostao upamćen kao jedan od najvatrenijih zagovornika Patriotskog zakona. Time je stekao još više neprijatelja u liberalnom i lijevo orijentiranom dijelu američke javnosti, koji su mu ranije spočitavali represivne stavove prema konzumaciji lakih droga i slobodi izražavanja.
Svoju reputaciju konzervativca Ashcroft je potvrdio odlukom da se u američkom Ministarstvu pravosuđa prekriju skulpture ženskih aktova, što je povučeno tek dolaskom njegovog nasljednika 2005. godine. 
Ashcroft se pored politike bavi i glazbom, te je autor i izvođač pjesme "Let the Eagle Soar". Ta pjesma, koju je Ashcroft izveo prvi put izveo 2002. godine, satirički je iskorištena od strane Michaela Moorea u dokumentarcu Fahrenheit 911, ali je korištena i kao dio službenog programa na drugoj Bushovoj inauguraciji.
Dana 9. studenog 2004. godine Ashcroft je najavio ostavku na svoj položaj, a 3. veljače 2005. ga je naslijedio Alberto Gonzales.
Ashcroft danas radi u Washingtonu kao lobist.